# بوروفيكا (ألطاي كراي)
بوروفيكا (بالروسية: Боровиха) هي مدينة في مقاطعة ألطاي كراي في روسيا.